# Mailand–Sanremo 1999
Mailand–Sanremo 1999 war die 90. Austragung von Mailand–Sanremo, eines eintägigen Straßenradrennens. Es wurde am 20. März 1999 über eine Distanz von 294 km ausgetragen.
Das Rennen wurde von Andreï Tchmil vor Erik Zabel und Zbigniew Spruch gewonnen.

## Teilnehmende Mannschaften
| Deutsche Telekom Banesto Cantina Tollo-Alexia Alluminio Casino-AG2R Prévoyance | Cofidis-Le Crédit par Téléphone Crédit Agricole Festina-Lotus Kelme-Costa Blanca | Française des Jeux Lampre-Daikin Lotto-Mobistar Mapei-Quick Step | Mercatone Uno-Bianchi ONCE-Deutsche Bank Rabobank Riso Scotti-Vinavil | Saeco Macchine per Caffè-Cannondale Team Polti TVM-Farm Frites US Postal Service | Vini Caldirola-Sidermec Vitalicio Seguros-Grupo Generali |

| Ballan-Alessio | Brescialat-Liquigas | Mobilvetta-Northwave | Navigare-Gaerne |

## Ergebnis
| Rang | Fahrer            | Team                   | Zeit       |
| ---- | ----------------- | ---------------------- | ---------- |
| 1    | Andreï Tchmil     | Lotto-Mobistar         | 6h 52' 37" |
| 2    | Erik Zabel        | Deutsche Telekom       | + 0"       |
| 3    | Zbigniew Spruch   | Lampre-Daikin          | gl. Zeit   |
| 4    | Stefano Garzelli  | Mercatone Uno-Bianchi  | gl. Zeit   |
| 5    | Lauri Aus         | Casino-AG2R Prévoyance | gl. Zeit   |
| 6    | Léon van Bon      | Rabobank               | gl. Zeit   |
| 7    | Peter Van Petegem | TVM-Farm Frites        | gl. Zeit   |
| 8    | Jo Planckaert     | Lotto-Mobistar         | gl. Zeit   |
| 9    | George Hincapie   | US Postal Service      | gl. Zeit   |
| 10   | Gabriele Balducci | Navigare-Gaerne        | gl. Zeit   |